# Казанджи Бедих
Казанджи Бедих (тур. Kazancı Bedih, буквально Котельщик Бедих, псевдоним, имя при рождении Бедих Йолук тур. Bedih Yoluk, 1 января 1929 — 20 января 2004) — турецкий певец.

## Биография
Родился в 1929 году в семье ткача Халиля и его жены Земзем. Служил в армии, работал котельщиком, из-за этого стал известен как «Котельщик Бедих». Это прозвище впоследствии стало его псевдонимом. Периодически пел, аккомпанируя себе на джумбуше, танбуре или уде. Принимал участие в традиционных для ила Шанлыурфа музыкальных мероприятиях, известных как «сыра геджеси». До 1986 года работал чиновником в администрации.
В 1996 году стал известен по всей стране после выхода фильма Явуза Тургула «Бандит» (тур. Eşkıya), ставшим настоящим хитом того времени. В этом фильме Казанджи исполнил песню «Nice bu hasret-i dildar ile giryan olayım». После обретения славы Казанджи Бедих ещё неоднократно снимался в кино и выступал на телешоу.
Умер вместе с женой 20 января 2004 года от отравления в результате утечки газа.
Исполнял в основном традиционные песни, на основе стихов-газелей классических авторов, таких как Фузули и Наби.

### Личная жизнь
Был женат. Семеро детей, 4 сына и 3 дочери.